# Minuit, chrétiens
Minuit, chrétiens est un cantique de Noël sur un texte écrit aux alentours de 1843 par Placide Cappeau et mis en musique par Adolphe Adam en 1847.
À l'origine composé pour soprano et clavier (piano, orgue ou harmonium), Minuit, chrétiens est souvent chanté par un baryton ou un ténor solo accompagné à l'orgue lors de la première messe de Noël célébrée traditionnellement le 24 décembre à minuit. De nombreuses transcriptions de ce cantique ont été réalisées pour les formations les plus variées, de la simple adaptation pour instrument solo à l'orchestration symphonique avec grand chœur et orgue.

## Histoire

### Création à Roquemaure

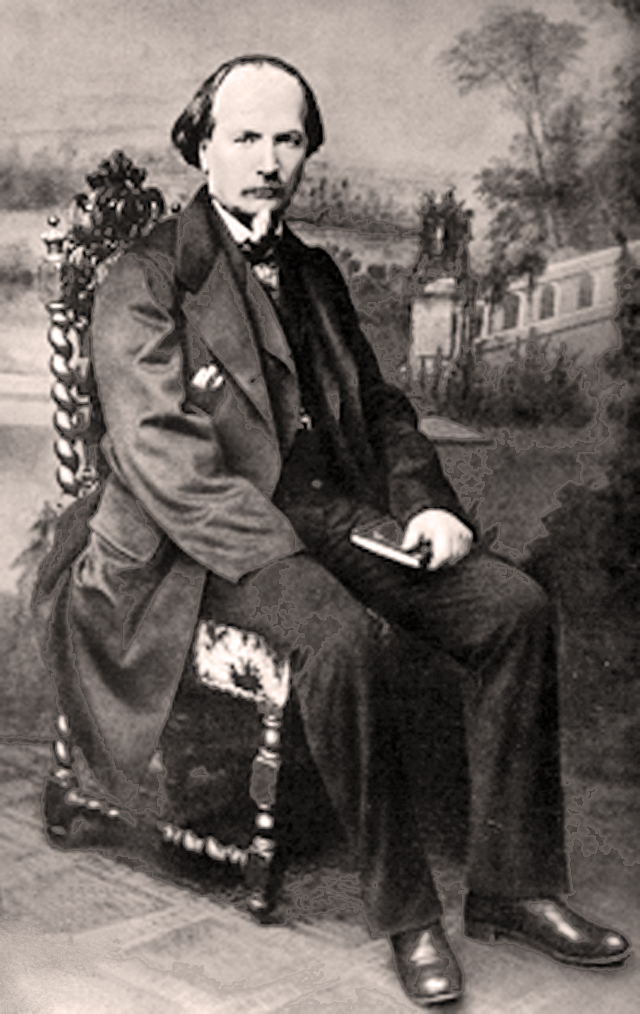
Placide Cappeau

Bien qu'il ait été l'auteur de ce que le compositeur Adolphe Adam appelait « La Marseillaise religieuse », Placide Cappeau, un négociant en vin qui était républicain, socialiste et anticlérical, prétendit lui-même l'avoir écrit, le 3 décembre 1847 dans la diligence qui le conduisait à Paris, entre Mâcon et Dijon,.
En fait, ce cantique fut rédigé bien avant 1847 dans des circonstances apparemment plus banales.
En effet, au début de l’année 1843, l’abbé Maurice Gilles, curé de Roquemaure, le village natal de Placide Cappeau, décide de faire restaurer les vitraux de la collégiale Saint-Jean-Baptiste. Connaissant Cappeau, il lui demande de composer un chant de Noël afin de célébrer dignement la fin des travaux.
Or au même moment, l'ingénieur parisien Pierre Laurey, chargé depuis septembre 1842 de terminer la construction du pont suspendu sur le Rhône à Roquemaure, conçu par son confrère Marc Seguin, séjourne dans la commune avec son épouse Emily.

### Première interprétation en France
Emily Laurey, ancienne chanteuse lyrique, est une amie intime de l'épouse d'Adolphe Adam. Emily sollicite la collaboration du célèbre musicien pour la mise en musique du poème de Placide Cappeau et lui promet d’interpréter ce « cantique de Noël » dans la collégiale le 25 décembre 1843.
Mais en juillet 1843, Emily Laurey accouche d’une petite fille prénommée Adeline et ses médecins lui déconseillent le voyage, comme ils le lui déconseilleront les années suivantes.
Le 18 octobre 1846, à 9 heures du matin, l’abbé Gilles décède ; l’abbé Eugène Nicolas Petitjean lui succède à la tête de la cure de Roquemaure le 10 janvier 1847.
Finalement, Emily Laurey chantera Minuit, chrétiens pour la première fois, à la messe de minuit du 24 décembre 1847, soit quatre ans après la promesse qu'elle avait faite à Adolphe Adam.

### Première interprétation au Canada
Rapporté de France par Ernest Gagnon, Minuit, chrétiens est chanté pour la première fois en terre d'Amérique par Marie-Louise-Joséphine Caron, fille du juge René-Édouard Caron, ancien maire de la ville de Québec et futur lieutenant-gouverneur du Québec.
Elle est accompagnée à l'harmonium par Gagnon, le 24 décembre 1858, à l'église Saint-Michel de Sillery (l'un des quartiers de la ville de Québec), église appelée à l'époque Saint-Colomb de Sillery,

### Controverse
Minuit, chrétiens, est maintenant exécuté comme chant d'entrée à la messe de minuit, mais cela n'a pas toujours été le cas[réf. nécessaire]. En effet, le cantique est controversé pour en raison de cette ligne : « … et de son Père arrêter le courroux ». Selon certains prêtres[Qui ?], ce passage portait offense au Seigneur puisque Dieu n'a pas de courroux,.

## Adaptations
Ce cantique est adapté en langue anglaise et devient :
- O Holy Night, adapté par John Sullivan Dwight en 1858, interprété notamment par Mariah Carey, Susan Boyle et Céline Dion
- O Night Divine, adapté par Hart Pease Danks (en) en 1885.